# 劳特施泰因
劳特施泰因（德語：Lauterstein，發音：[ˈlaʊtɐʃtaɪn] ⓘ）是德国巴登-符腾堡州斯图加特行政区格平根县的城市，面积23.31平方千米，2023年12月31日人口为2,587人。